# 신성택
신성택(申性澤, 1940년 ~ )은 대한민국의 대법관을 역임한 법조인이다. 

## 생애
계성고등학교와 서울대학교를 졸업하고 사법시험에 합격했다. 
1961년에 부산지방법원 판사에 임용되어 부산지법, 부산지법 전주지원 등에서 판사를 거쳐 1974년 1년 임기의 부산지법 통영지원장을 재임한 이후에도 부산지법 대구고법 판사와 대법원 재판연구관을 지냈다. 1981년 서울형사지법 부장판사와 대구지법 김천지원장, 서울민사지법, 대구고법에서 부장판사를 했으며 이후 서울지법 남부지원장, 서울형사지법원장, 제주지방법원장을 역임하다 1991년 서울고등법원 판사 재직때 김근태의 변호사 접견을 거부하고 상무대 국정조사과정에서 문서검증을 거부한 이유로 야당으로부터 대법관 임명에 대한 반대가 있음에도 불구하고1994년에 임기 6년의 대법관에 임명되었다. 대법관 퇴임이후 신성택 법률사무소를 개업하여 변호사 활동을 하다가 2001년에 법무법인 율촌에 고문 변호사로 영입되었다. 2009년 5월 한국신문윤리위원회 위원장을 지냈다. 